# بولي سامبو
بولي سامبو (بالفرنسية: Bouly Sambou)‏ (مواليد 1 ديسمبر 1998) لاعب كرة قدم سنغالي يشغل مركز مهاجم مع نادي الوداد الرياضي.

## نشأته وحياته
وُلد بولي جونيور سامبو في بيغنونا ‏، وبدأ يلعب كرة القدم في مركز تكوين (EJ Fatick). يستلهم أسلوب لعبه من اللاعب هاري كين، وناديه المفضل هو تشيلسي الإنجليزي.

## مسيرته مع الأندية
في عام 2019، انضم إلى نادي تونجيث قادمًا من مركز تكوين (EJ Fatick)، وسجّل مع النادي سبعة أهداف وقدم ثلاث تمريرات حاسمة في ثلاثة عشر مباراة. بفضل أدائه، وقع عقدًا لمدة موسمين مع نادي دياراف في دوري السنغال الممتاز.
في 30 أغسطس 2022، تعاقد لمدة أربعة مواسم في الوداد الرياضي المغربي. وبذلك يخلف مهاجم الوداد السابق غي مبينزا. في 2 سبتمبر 2022، لعب أول مباراة له مع النادي المغربي في الدوري ضد الفتح الرباطي (انتهت بالتعادل 1-1). في 5 سبتمبر، شارك أساسيا في المباراة ضد الدفاع الحسني الجديدي وسجّل هدفا (انتهت بالفوز 3-1). في 10 سبتمبر 2022، شارك أساسيا في نهائي كأس السوبر الإفريقي 2022 ضد نهضة بركان بقيادة المدرب الحسين عموتة، انتهت المباراة بالخسارة 0-2 على ملعب محمد الخامس.
في خضم التغيير التدريبي مع وصول المدرب سفين فاندنبروك، تمكن من التأهل لنهائي دوري أبطال إفريقيا في 20 مايو 2023 بعد التعادل إيابا (2-2) ضد ماميلودي صن داونز على ملعب لوفتوس فيرسفيلد في جنوب إفريقيا.

## مسيرته الدولية
في يوليو 2022، تلقى أول اتصال هاتفي مع المنتخب السنغالي للمشاركة في كأس كوسافا 2022. خلال هذه البطولة، ظهر لأول مرة في مباراة ربع النهائي ضد إيسوانتيني (انتهت بالتعادل 1-1؛ ثم الفوز بركلات الترجيح 10-9). أُقصي المنتخب من الدور نصف النهائي ضد زامبيا بنتيجة (4-3)، وفازوا بعددذلك في مباراة المركز الثالث ضد موزمبيق.
بعد أن شارك في تصفيات بطولة أمم إفريقيا للمحليين 2022، لعب جزءًا من المباريات حتى 31 أغسطس 2022 عندما انضم إلى الوداد، قبل يومين من المباراة ضد منتخب غينيا المحلي، ولم يعد مؤهلاً لارتداء قميص المنتخب السنغالي المحلي.

## الإنجازات

### الأندية
الوداد الرياضي
- كأس السوبر الإفريقي
  - النهائي: كأس السوبر الإفريقي 2022.

### المنتخب
المنتخب السنغالي
- كأس كوسافا:
  - المركز الثالث: 2022.

### جوائز فردية
- لاعب الشهر في البطولة المغربية (مارس 2023).

## روابط خارجية
- بولي سامبو على موقع اتحاد تركيا (لاعب) (الإنجليزية)
- بولي سامبو على موقع قاعدة بيانات كرة القدم.إي يو (الإنجليزية)
- بولي سامبو على موقع ليكيب (الفرنسية)
- بولي سامبو على موقع Soccerway.com (الإنجليزية)